# Ванвани-Поён
Ванвани-Поён (тадж. Ванвани Поён) — сельский населённый пункт (тадж. деҳа) в Ванджском районе Горно-Бадахшанской автономной области Республики Таджикистан. Административно относится к сельской общине (джамоату) Рованд.
Расположен в высокогорном районе. Расстояние от села до районного центра (село Ванч) — 58 км, до общинного центра (село Рованд) — 8 км.  
Население — 145 человек (2017 г.), таджики. 